# دیوید آلیو
 دیوید آلیو (انگلیسی: David Olive؛ زاده ۱۶ آوریل ۱۹۳۷ درگذشته ۷ نوامبر ۲۰۱۲) یک دانشمند اهل بریتانیا بود.